# Marijan
Marijan ist ein serbokroatischer männlicher Vorname. Er leitet sich her von Marian, aus dem Meer kommend.

## Namensträger
- Marijan Buljat (* 1981), kroatischer Fußballspieler
- Marijan Ćavar (* 1998), bosnischer Fußballspieler
- Marijan Christow (* 1973), bulgarischer Fußballspieler
- Ratimir Marijan Gomboc (Künstlerpseudonym „Ron“ Gomboc; * 1947), australischer Künstler slowenischer Herkunft
- Marijan Jošt (1940–2021), jugoslawischer bzw. kroatischer Agrarwissenschaftler und Genetiker
- Marijan Kovačević (* 1973), kroatischer Fußballspieler und -trainer
- Marijan Lipovšek (1910–1995), slowenischer Komponist
- Marijan Nakić (deutsche Namensform: Marian Nakitsch; * 1952), deutscher Schriftsteller
- Marijan Oblak (1919–2008), von 1969 bis 1996 Erzbischof des römisch-katholischen Erzbistums Zada
- Marijan Freiherr Varešanin von Vareš (1847–1917), Statthalter Österreich-Ungarns in Bosnien und Herzegowina
- Marijan Vlak (* 1955), kroatischer Fußballspieler und -trainer